# Kevin Facundo Gutiérrez
Kevin Facundo Gutiérrez (3 de junio de 1997, Lanús, Buenos Aires) es un futbolista argentino. Se desempeña como centrocampista y su actual equipo es Defensa y Justicia de la Primera División de Argentina.

## Trayectoria

### Racing Club
Fue promovido de la reserva por Diego Cocca en 2017. El 2 de diciembre de 2017 hizo su debut profesional con Juan Ramón Fleita como director técnico (Newell's 2 - Racing 2). En su etapa inicial en el club disputó tan solo 2 partidos. 

### Gimnasia La Plata
En agosto de 2018 sin lugar en Racing es cedido por un año y sin opción de compra al lobo. Donde jugó 1 solo partido.

### Godoy Cruz
En 2019 llega a Godoy Cruz cedido a préstamo, donde jugó 30 partidos. Entre ellos se incluyen 6 partidos de Copa Libertadores 2019 jugando de titular en partidos por octavos de final vs. Palmeiras (ida y vuelta) y 2 por Copa Argentina 2019.
En su paso por el Tomba fue dirigido por Marcelo Gómez, Lucas Bernardi, Javier Patalano y Daniel Oldrá, y fue tenido en cuenta por todos ellos.

### Rosario Central
En 2020 llega a préstamo a Rosario Central en el cual disputó 1 partido.

### Vuelta a Racing Club
En febrero de 2021 vuelve a la academia. El 17 de marzo es titular ante Sportivo Belgrano por la Copa Argentina, haciendo un gran partido y se gana un lugar en el equipo de Pizzi, el entrenador lo toma en consideración a falta de un 5 de marca.

## Clubes
| Club                         | País      | Año           | Partidos | Goles |
| ---------------------------- | --------- | ------------- | -------- | ----- |
| Racing Club                  | Argentina | 2017 - 2018   | 2        | 0     |
| Gimnasia La Plata (préstamo) | Argentina | 2018 - 2019   | 1        | 0     |
| Godoy Cruz (préstamo)        | Argentina | 2019 - 2020   | 30       | 0     |
| Rosario Central (préstamo)   | Argentina | 2020-2021     | 1        | 0     |
| Racing Club                  | Argentina | 2021          | 8        | 0     |
| Defensa y Justicia           | Argentina | 2021-presente | 83       | 5     |

## Estadísticas
Actualizado al último partido jugado el 22 de abril de 2021.
| Club                      | Div | Temporada  | Liga  | Liga  | Liga  | Copa Nacional | Copa Nacional | Copa Nacional | Copa Internacional | Copa Internacional | Copa Internacional | Total | Total | Total |
| Club                      | Div | Temporada  | Part. | Goles | Asis. | Part.         | Goles         | Asis.         | Part.              | Goles              | Asis.              | Part. | Goles | Asis. |
| ------------------------- | --- | ---------- | ----- | ----- | ----- | ------------- | ------------- | ------------- | ------------------ | ------------------ | ------------------ | ----- | ----- | ----- |
| Racing Club Argentina     | 1.ª | 2017-18    | 2     | 0     | 0     | 0             | 0             | 0             | 0                  | 0                  | 0                  | 2     | 0     | 0     |
| Racing Club Argentina     | 1.ª | 2021       | 5     | 0     | 0     | 2             | 0             | 0             | 1                  | 0                  | 0                  | 8     | 0     | 0     |
| Racing Club Argentina     | 1.ª | Total club | 7     | 0     | 0     | 2             | 0             | 0             | 1                  | 0                  | 0                  | 10    | 0     | 0     |
| Gimnasia LP Argentina     | 1.ª | 2018-19    | 1     | 0     | -     | 0             | 0             | -             | 0                  | 0                  | -                  | 1     | 0     | -     |
| Gimnasia LP Argentina     | 1.ª | Total club | 1     | 0     | -     | 0             | 0             | -             | 0                  | 0                  | -                  | 1     | 0     | -     |
| Rosario Central Argentina | 1.ª | 2020       | 1     | 0     | -     | 0             | 0             | -             | 0                  | 0                  | -                  | 1     | 0     | -     |
| Rosario Central Argentina | 1.ª | Total club | 1     | 0     | -     | 0             | 0             | -             | 0                  | 0                  | -                  | 1     | 0     | -     |
| Godoy Cruz Argentina      | 1.ª | 2019       | 22    | 0     | -     | 2             | 0             | -             | 6                  | 0                  | -                  | 30    | 0     | -     |
| Godoy Cruz Argentina      |     | Total club | 22    | 0     | -     | 2             | 0             | -             | 6                  | 0                  | -                  | 30    | 0     | -     |